# Accademia dei Segreti
L'Accademia dei Segreti (in latino: Academia Secretorum Naturae) fu fondata a Napoli intorno al 1560 dallo scienziato, filosofo e alchimista Giovanni Battista Della Porta.
La sede era nel palazzo estivo dello stesso della Porta, in Salita Due Porte all'Arenella.
Quella "dei Segreti" viene considerata la prima accademia scientifica d'Europa.
Per esservi ammessi era necessario dimostrare di aver effettuato una nuova scoperta nell'ambito delle scienze naturali, sconosciuta al resto dell'umanità; l'accento tuttavia veniva posto più sul meraviglioso che sul metodo scientifico.
Vi si svolgevano presumibilmente anche esperimenti di magia e rituali di occultismo.
L'Accademia ebbe perciò vita breve, in quanto fu oggetto delle indagini dell'Inquisizione, e venne chiusa nel 1580 per ordine del papa.

## Storia

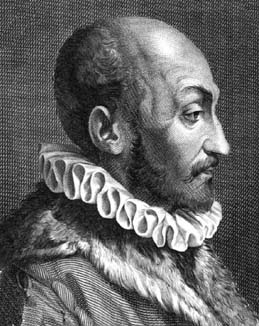
Ritratto di Giambattista della Porta, «professore dei segreti»

Il nome dell'Accademia si riferisce a quelle «raccolte di segreti», conosciute già durante il Medioevo, che incontrarono una straordinaria fortuna con l'avvento della stampa a caratteri mobili. Si trattava di un vero e proprio genere letterario a cui contribuirono diversi umanisti fra cui lo stesso Della Porta coi suoi libri.
In questi testi non si parlava solo di conoscenze segrete o arcane, come preannunciato dal titolo, ma Secreto era spesso un termine sinonimo di «ricetta», cioè di preparazione di farmaci o pozioni dagli effetti prodigiosi, riguardante argomenti di medicina, chimica, metallurgia, cosmesi, agricoltura, caccia, ottica, costruzione di macchine, ecc.

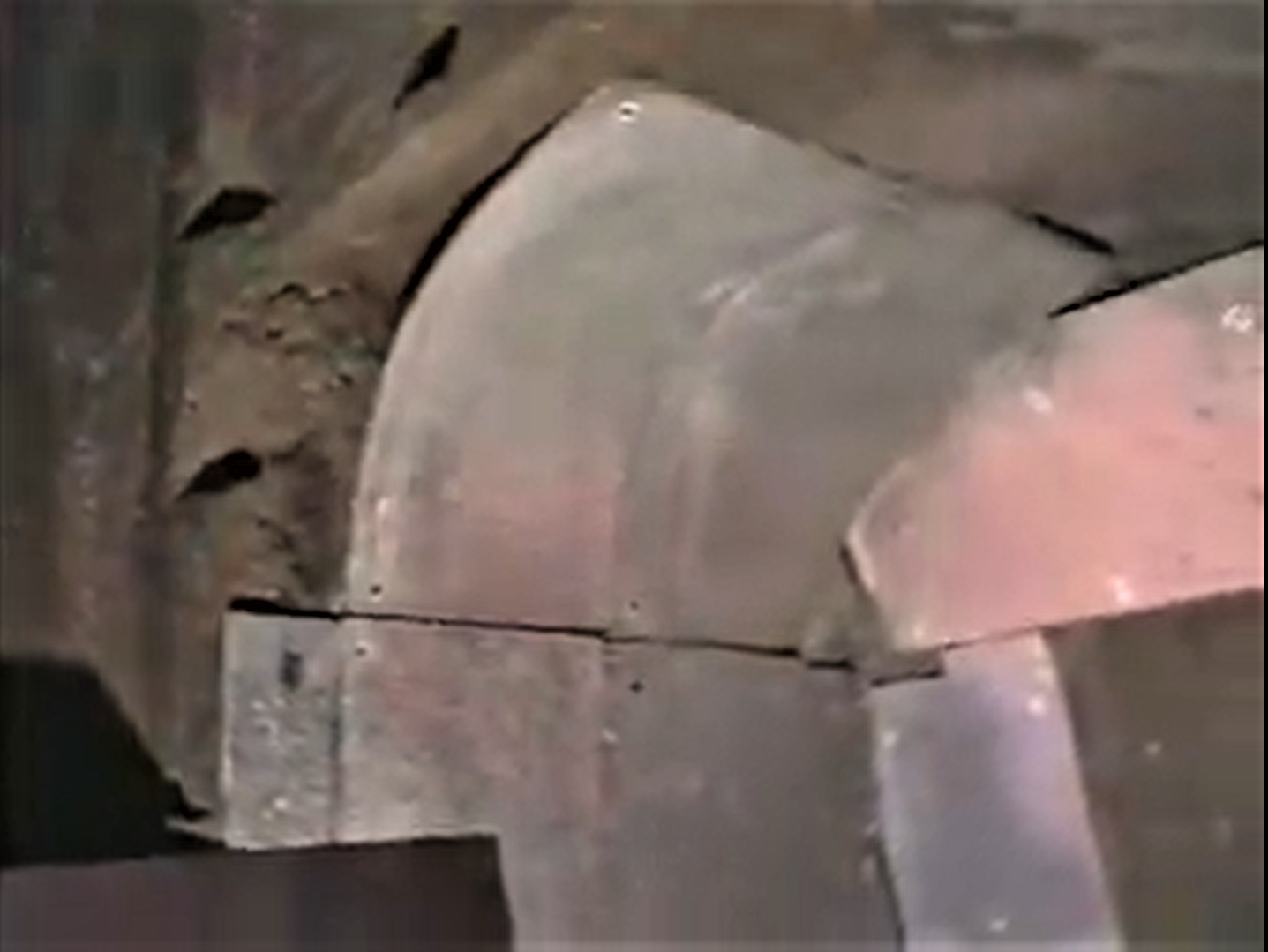
Un interno dell'Accademia dei Segreti.

I libri di segreti raccoglievano al loro interno informazioni di tal genere, conoscendo una notevole diffusione anche al di fuori del contesto accademico, finalizzati ad un pubblico vasto.
Colui che insegnava a padroneggiarli era chiamato «professore di segreti».

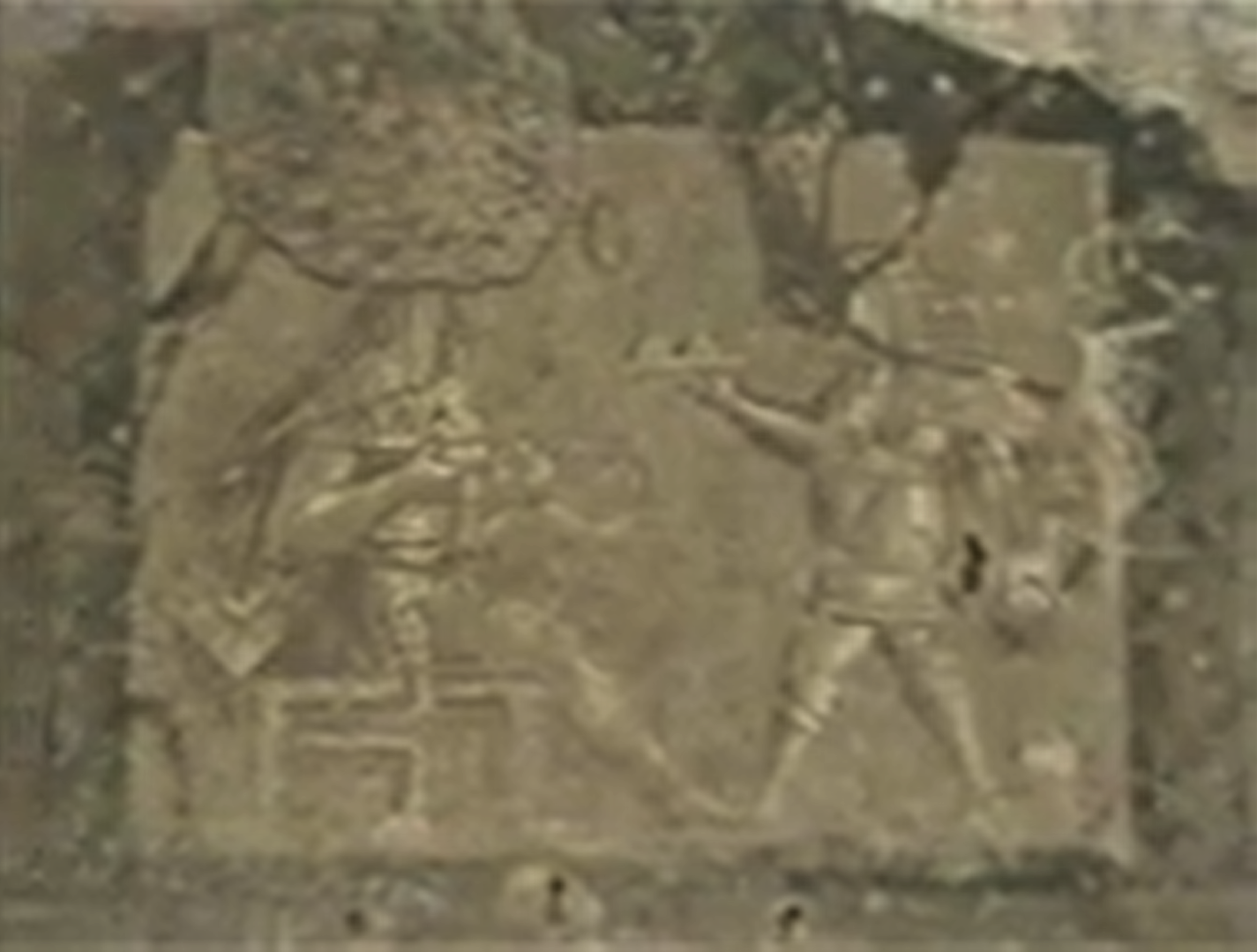
Affresco ispirato alla mitologia egizia rinvenuto nell'ambiente d'ingresso dell'Accademia, forse raffigurante il dio Seth e la dea Iside mentre allatta Horus.

In questa veste il Della Porta portò così nell'Accademia, situata all'interno della propria villa oggi scomparsa, i suoi contributi e le sue esperienze nell'ambito di tali segreti appartenenti al complesso della magia naturale, oltre che alla criptografia, al magnetismo e alla chiromanzia.
Gli ambienti che sono stati rinvenuti nel 1988 circa in una cavità sotterranea, spesso decorati con un opus reticolatum, in cui spicca tra l'altro un affresco con una scena sacra dell'antico Egitto, rimandi al simbolismo numerologico del sei e dell'otto, e la figura di un enorme teschio con la bocca spalancata in un muro di blocchi di tufo, lasciano tuttavia supporre una funzione cerimoniale oltre che scientifica dell'Accademia.
Tra i suoi frequentatori vi furono lo speziale Ferrante Imperato, lo storico Giulio Cesare Capaccio, lo scrittore Giambattista Basile, il marchese e poeta Giovanni Battista Manso.

### Chiusura dell'Accademia
L'Accademia venne sospettata ben presto di occuparsi di occultismo.
Il Cardinale di Pisa Scipione Rebiba iniziò la pratica inquirente presso il Sant'Uffizio, sicché Giovanni Battista della Porta e la sua "Accademia dei Segreti" caddero nelle maglie dell'Inquisizione nel 1579.
Uno dei principali accusatori fu Jean Bodin, avvocato al Parlamento parigino, consigliere alla corte del Re di Francia Enrico III e autore nel 1580 del testo Démonomanie des sorciers, che definiva Giovanni Battista della Porta essere un «Mago venefico» e «Grand Sorcier Neapolitain».
Dopo l'abiura da parte di della Porta, l'Accademia fu chiusa nel 1580 per ordine di papa Gregorio XIII.

## Composizione dei membri
Secondo Girolamo Ruscelli (alias Alexius Pedemontanus), uno dei membri più influenti dell'Accademia,  autore di un testo intitolato Secreti nuovi di maravigliosa virtù in cui ne descrive la composizione, dell'Accademia dei Segreti avrebbero fatto parte 27 Accademici, ognuno portatore di un contributo economico, così suddivisi:
- 3 Signori e Capi,[13]
- 24 Compagni, che «mangiavano & dormivano tutti alle case loro. Et solamente ogni primo dì di ogni mese si radunavano a ricrearsi tutti insieme la mattina a desinare nella detta casa commune a tutti».[14]

Vi erano poi Ministri & Serventi, «i quali tutti, per essere persone bisognose, si tenevano a spese continue della compagnia & a' convenevoli salari, & stavano contentissimi essendo ancor'essi persone di bel'animo & desiderosi d'imparare & d'acquistar virtù». I Ministri erano suddivisi in:
- Simplicisti intendenti,[15]
- 2 spetiali,
- 2 Orefici,
- 2 profumieri,
- 1 dipintore,
- 4 Erbolarij,

mentre i Serventi erano suddivisi a loro volta in due categorie.
È in dubbio tuttavia se Ruscelli si riferisca effettivamente all'Accademia di Giambattista Della Porta, dato che egli sarebbe forse stato il fondatore di una precedente accademia segreta, a cui si sarebbe ispirato lo stesso Della Porta.

## Descrizione dell'attività
Le attività dell'Accademia sono così descritte da Girolamo Ruscelli, per il quale il loro scopo primario era socraticamente lo studio della propria essenza interiore, e in tal senso la ricerca dei segreti della natura esteriore, cioè del macrocosmo, aiutavano per analogia, secondo la corrispondenza tipica dell'astrologia medica rinascimentale di ascendenza tolemaica, a far luce sui misteri del microcosmo umano:
Et però primieramente in tutti questi anni attendemmo di continuo a fare esperienze di tutte le sorti di secreti che in libri a stampa o a penna, così antichi come moderni potessimo ritrovare.
Et nel far tale esperienze abbiamo tenuto & tenemmo un ordine & un modo che non si può forse trovare né imaginare il migliore, come appresso si narrerà.
Et di tutti quei secreti & esperimenti che abbiamo trovati esser veri con farne di ciascuno tre esperienze, nel modo che si dirà più basso, noi, per comandamento del nostro Principe et Signore, facemmo scelta d'una parte, cioè di quelli che sono più facili da farsi da ciascheduno, di minore spesa & più da esser cari ad ogni sorte di persone generalmente, & così li mando hora in luce a beneficio et dilettatione commune d'ogni bello ingegno che se ne diletti & che stia per avergli cari.»
(Girolamo Ruscelli, Proemio ai Secreti nuovi di maravigliosa virtù, Vinegia, 1567)